# Ford Mustang Mach-E
O Ford Mustang Mach-E é um crossover de porte médio ("compacto" nos EUA) elétrico a bateria produzido pela Ford. O veículo foi apresentado em 17 de novembro de 2019 e colocado à venda em dezembro de 2020 como modelo 2021. O veículo usa a placa de identificação Mustang, com um apelido Mach-E que é inspirado na variante Mach 1 da primeira geração do Mustang. O carro ganhou o prêmio SUV do ano da América do Norte em 2021.

## Visão geral

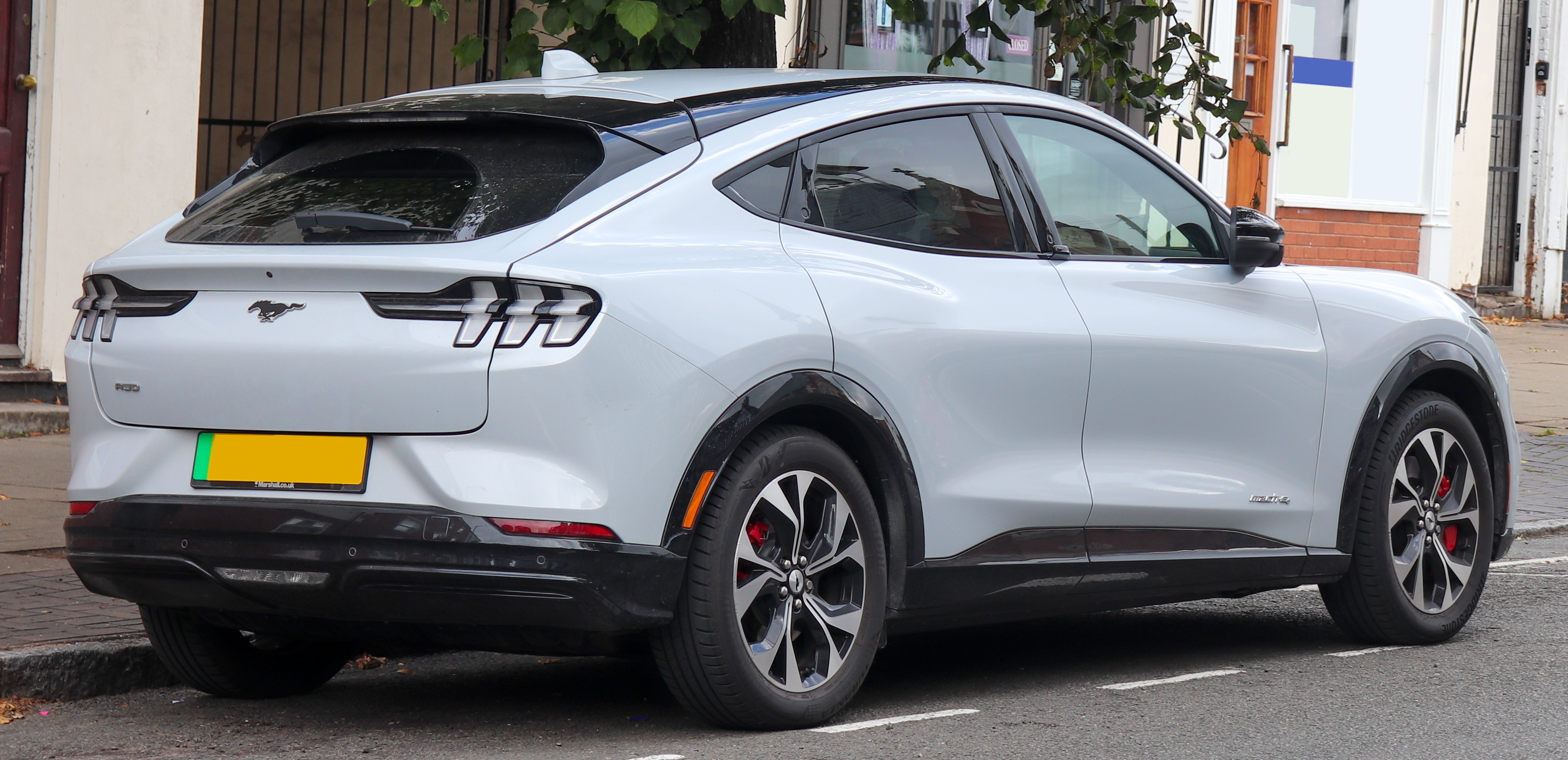
Visão traseira

Durante o desenvolvimento, o Mustang Mach-E foi originalmente apresentado como o Ford Mach 1, mas foi retratado após forte oposição do público, com o CEO da Ford, Jim Farley, descrevendo a provocação do nome como uma avaliação.
As maçanetas convencionais estão ausentes no Mustang Mach-E, e o veículo apresenta botões que abrem as portas e uma pequena maçaneta saindo das portas dianteiras. Os proprietários podem usar seus smartphones como uma chave, bem como um teclado embutido no pilar B.
O interior possui painel amplo e barra de som embutida; o painel está equipado com um 394 cm (155 in) montado verticalmente sistema de infoentretenimento touchscreen com um botão giratório fixado nele. A maioria dos sistemas do carro é controlada pela tela, que usa o recente sistema operacional SYNC 4 da Ford, que pode aceitar atualizações sem fio. A 260 cm (102 in) cluster digital para o motorista também é destaque, enquanto o volante mantém uma série de botões físicos.
O Mustang Mach-E é construído na plataforma Global Electrified 1 (GE1), que é uma versão fortemente retrabalhada da plataforma C2 que é usada na quarta geração Focus e terceira geração Kuga / quarta geração Escape.
O carregamento está disponível por meio de um carregador doméstico CA ou carregadores rápidos CC de até 150 kW.
O carro tem uma área de carga tradicional na parte traseira com um volume reivindicado de 821 L (29 cu ft), e um 1,359 L (48 cu ft) baú impermeável sob o capô.

## Níveis de acabamento

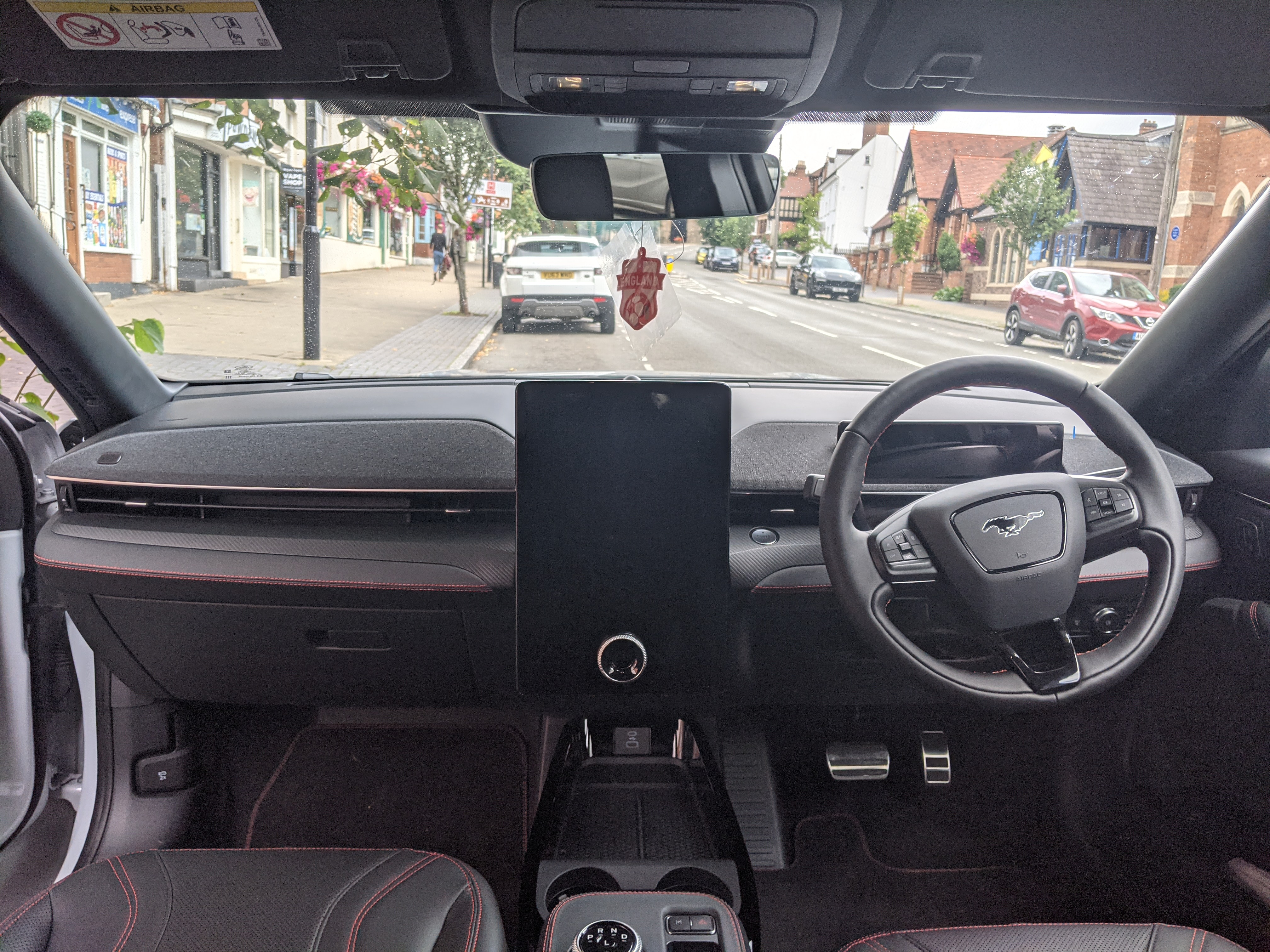
Interior

Nos EUA, o Mustang Mach-E está disponível em quatro níveis de acabamento distintos: base Select, California Route 1 Edition de nível médio, Premium bem equipado e GT orientado para o desempenho. Um acabamento da Primeira Edição de produção limitada também estava disponível no lançamento para o ano modelo de 2021 e foi baseado no acabamento Premium. Um pacote de desempenho GT também está disponível para o acabamento GT.
O modelo foi lançado com dois tamanhos de bateria e três saídas de energia. A versão de entrada de nível de tração traseira é oferecida com um bateria de 68 kWh dirigindo uma 266 hp (198 kW; 270 PS) ou um motor pacote de bateria estendido de 88 kWh dirigindo uma 290 hp (216 kW; 294 PS) motor. Ambos os conjuntos de baterias têm um valor reivindicado 0–97 km/h (0–60 mph) tempo de 6,1 segundos ou menos e um alcance EPA de cerca de 370–480 km (230–300 mi) respectivamente. Ambos os modelos SR e ER usam os mesmos motores, a diferença de saída é devida à energia da bateria. O maior 210 kW (282 hp; 286 PS) é usado na parte traseira de todos os modelos com o menor 50 kW (67 hp; 68 PS) usado na dianteira dos modelos AWD (Select e Premium). O GT Performance obtém os mesmos 210 kW (282 hp; 286 PS) na frente e atrás.
Uma versão com tração nas quatro rodas com motor duplo também é oferecida com a mesma bateria de 68 kWh com 266 hp (198 kW; 270 PS) ou a bateria estendida de 88 kWh com 346 hp (258 kW; 351 PS) motor. Eles estimaram intervalos de EPA de 340–435 km (211–270 mi), respectivamente. Testes da Edmunds Automotive indicaram um alcance real de 489 km (304 mi) com a versão de bateria de longo alcance. Car and Driver alcançou um 0–97 km/h (0–60 mph) de 5,1 segundos com o modelo de alcance estendido.

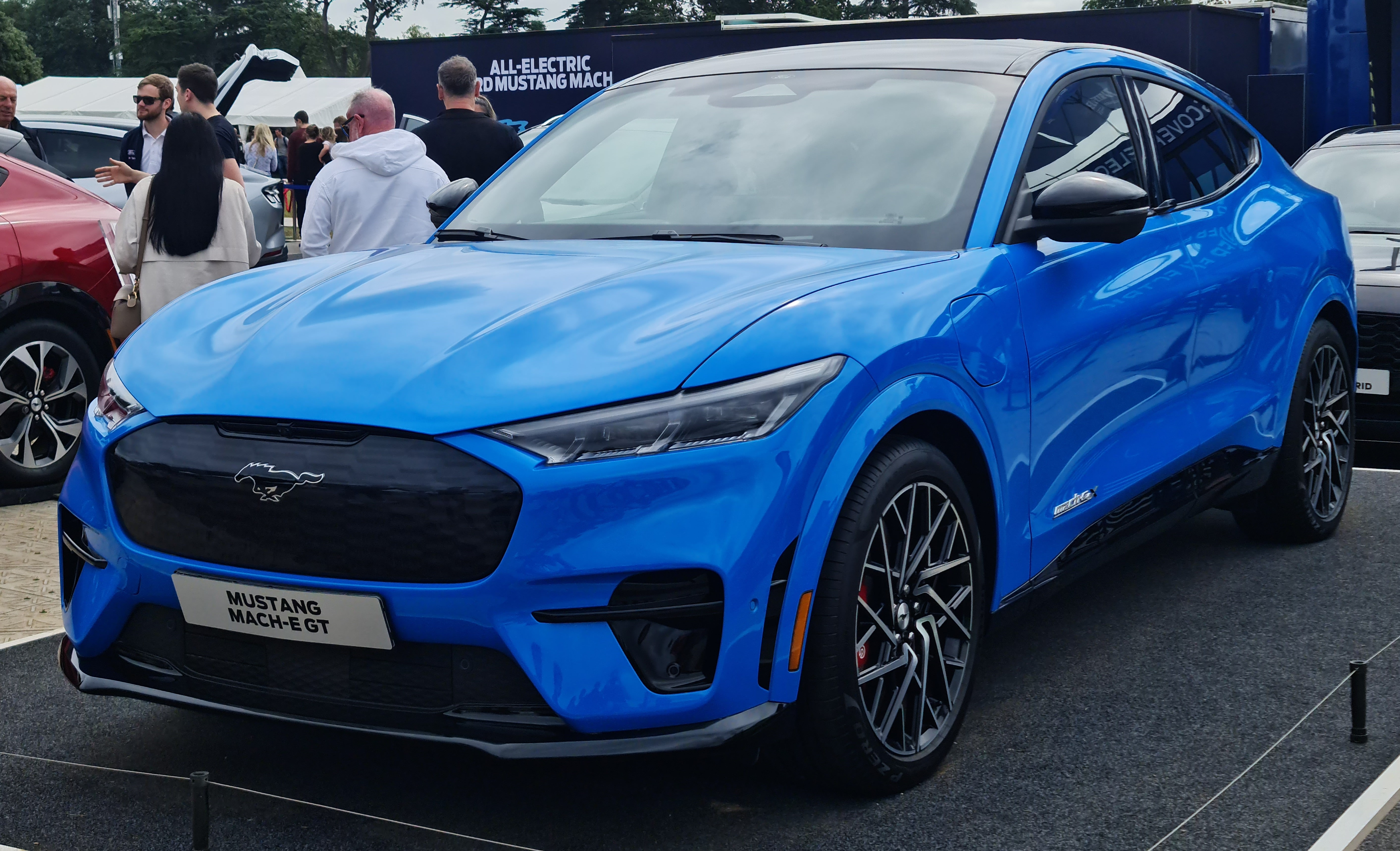
Mustang Mach-E GT

Um acabamento GT com tração nas quatro rodas é oferecido com o pacote de 88 kWh, produzindo 480 hp (358 kW; 487 PS), um alvo de 0–97 km/h (0–60 mph) de 3,8 segundos e uma autonomia de direção de 400 km (250 mi). Edmunds aprendeu através de seus testes que o pico de aceleração do Mach-E GT é reduzido após 5 segundos de forte aceleração, o que a Ford também confirmou. O Unbridled Extend Mode da guarnição GT tenta melhorar essa limitação aumentando o resfriamento e limitando a saída de pico do motor.
O Mach E-GT Performance Edition foi revelado em 2 de dezembro de 2020. É equipado com rodas de liga leve de 20" com pneus Pirelli, pinças Brembo vermelhas e detalhes em preto na carroceria. É equipado com uma 480 hp (358 kW; 487 PS) que é capaz de gerar 634 lb·ft (860 N·m) de torque e um alcance de 378 km (235 mi). Com um preço de US $ 60.000, foi lançado nos showrooms dos EUA no verão de 2021.

## Especificações
| Preço base (mercado dos EUA)           | $ 42.895 | $ 47.000 | $ 45.595 | $ 49.700 | $ 52.000 | $ 49.800 | $ 54.700 | $ 58.300 | $ 59.900 |                                                                       |
| Disponibilidade                        | Final de 2020 | Final de 2020 | Final de 2020 | Final de 2020 | Final de 2020 | Final de 2020 | Final de 2020 | Final de 2020/Quantidade limitada | Fim do verão 2021 |                                                                       |
| Alcance ( EPA )                        | 370 km (230 mi) | 370 km (230 mi) | 340 km (211 mi) | 340 km (211 mi) | 483 km (300 mi) | 483 km (300 mi) | 435 km (270 mi) | 435 km (270 mi) | 270 mi (435 km) (GT) 260 mi (418 km) (GT Performance Edition) |                                                                       |
| Alcance ( WLTP )                       | 273 mi (440 km) | 273 mi (440 km) | 249 mi (400 km) | 249 mi (400 km) | 379 mi (610 km) | 379 mi (610 km) | 336 mi (540 km) | 336 mi (540 km) | 500 km (311 mi) (GT) |                                                                       |
| Aceleração 0–97 km/h (0–60 mph)        | 5,8s | 5,8s | 5,2s | 5,2s | 6,1s | 6,1s | 4,8s | 4,8s | 3,8s (GT) 3,5s (GT Performance Edition) |                                                                       |
| Potência da saída                      | 270 PS; 198 kW (266 hp) | 270 PS; 198 kW (266 hp) | 270 PS; 198 kW (266 hp) | 270 PS; 198 kW (266 hp) | 294 PS; 216 kW (290 hp) | 294 PS; 216 kW (290 hp) | 351 PS; 258 kW (346 hp) | 351 PS; 258 kW (346 hp) | 480 hp (487 PS; 358 kW) |                                                                       |
| Pico de Torque                         | 430 N·m (317 lb·ft) | 430 N·m (317 lb·ft) | 580 N·m (428 lb·ft) | 580 N·m (428 lb·ft) | 430 N·m (317 lb·ft) | 430 N·m (317 lb·ft) | 580 N·m (428 lb·ft) | 580 N·m (428 lb·ft) | 813 N·m (600 lb·ft) (GT) 860 N·m (634 lb·ft) (GT Performance Edition) | 813 N·m (600 lb·ft) (GT) 860 N·m (634 lb·ft) (GT Performance Edition) |
| Velocidade máxima                      | 180 km/h/111,847 MPH | 180 km/h/111,847 MPH | 180 km/h/111,847 MPH | 180 km/h/111,847 MPH | 180 km/h/111,847 MPH | 180 km/h/111,847 MPH | 180 km/h/111,847 MPH | 180 km/h/111,847 MPH | 200 km/h / 124 km/h |                                                                       |
| Velocidade de carga rápida CC ( DCFC ) | até 115 kW (select) até 150 kW (Premium) | até 115 kW (select) até 150 kW (Premium) | até 115 kW (select) até 150 kW (Premium) | até 115 kW (select) até 150 kW (Premium) | até 150 kW | até 150 kW | até 150 kW | até 150 kW | até 150 kW | até 150 kW                                                            |
| Espaço de carga                        | 18,200 L (644 cu ft) volume máximo com bancos traseiros rebatidos, porta-malas traseiro e porta-malas dianteiro ("frunk"). ( 16,900 L (596 cu ft) incluindo porta-malas + 1,400 L (48 cu ft) (porta-malas) | 18,200 L (644 cu ft) volume máximo com bancos traseiros rebatidos, porta-malas traseiro e porta-malas dianteiro ("frunk"). ( 16,900 L (596 cu ft) incluindo porta-malas + 1,400 L (48 cu ft) (porta-malas) | 18,200 L (644 cu ft) volume máximo com bancos traseiros rebatidos, porta-malas traseiro e porta-malas dianteiro ("frunk"). ( 16,900 L (596 cu ft) incluindo porta-malas + 1,400 L (48 cu ft) (porta-malas) | 18,200 L (644 cu ft) volume máximo com bancos traseiros rebatidos, porta-malas traseiro e porta-malas dianteiro ("frunk"). ( 16,900 L (596 cu ft) incluindo porta-malas + 1,400 L (48 cu ft) (porta-malas) | 18,200 L (644 cu ft) volume máximo com bancos traseiros rebatidos, porta-malas traseiro e porta-malas dianteiro ("frunk"). ( 16,900 L (596 cu ft) incluindo porta-malas + 1,400 L (48 cu ft) (porta-malas) | 18,200 L (644 cu ft) volume máximo com bancos traseiros rebatidos, porta-malas traseiro e porta-malas dianteiro ("frunk"). ( 16,900 L (596 cu ft) incluindo porta-malas + 1,400 L (48 cu ft) (porta-malas) | 18,200 L (644 cu ft) volume máximo com bancos traseiros rebatidos, porta-malas traseiro e porta-malas dianteiro ("frunk"). ( 16,900 L (596 cu ft) incluindo porta-malas + 1,400 L (48 cu ft) (porta-malas) | 18,200 L (644 cu ft) volume máximo com bancos traseiros rebatidos, porta-malas traseiro e porta-malas dianteiro ("frunk"). ( 16,900 L (596 cu ft) incluindo porta-malas + 1,400 L (48 cu ft) (porta-malas) | 18,200 L (644 cu ft) volume máximo com bancos traseiros rebatidos, porta-malas traseiro e porta-malas dianteiro ("frunk"). ( 16,900 L (596 cu ft) incluindo porta-malas + 1,400 L (48 cu ft) (porta-malas) |                                                                       |

## Variantes especiais

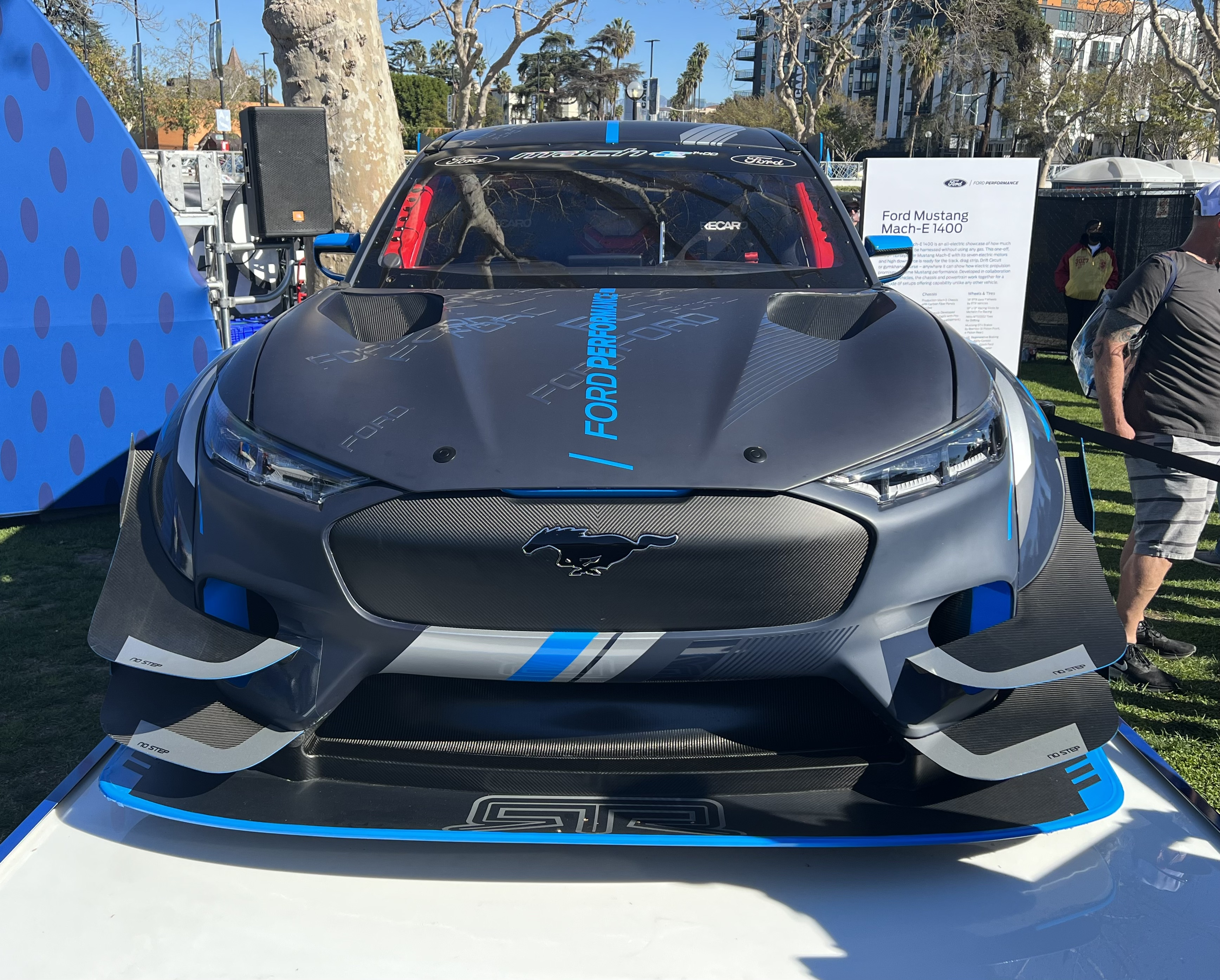
Observe a magnitude do formato único do Mustang Mach-E 1400.

### Mustang Mach-E 1400
O Ford Mustang Mach-E 1400 é um protótipo de teste, testado pela primeira vez por Vaughn Gittin Jr., desenvolvido em mais de 10.000 horas de colaboração entre a RTR e a Ford Performance. É feito principalmente de fibra composta, economizando mais peso em relação à fibra de carbono. Com base nos números de desempenho do próximo Ford Mustang Mach-E GT, a potência do Mach-E 1400 foi aumentada para 1,400 hp (1,044 kW; 1,419 PS) e mais de 3,118 N·m (2,300 lbf·ft) de torque, alimentado por um total de 7 motores elétricos de 56,8 kWh bateria de liga de níquel-manganês-cobalto, para alto desempenho e taxa de descarga, resfriada por um refrigerante dielétrico. A potência de cada motor elétrico pode ser ajustada individualmente dentro de margens muito pequenas e pode permitir a alternância entre tração nas quatro rodas, tração traseira e tração dianteira. A aerodinâmica do protótipo permite que ele chegue a 12 kN (2,600 lbf) de força descendente. A frenagem regenerativa é obtida por meio de um sistema de reforço elétrico, acompanhado de ABS e controle de estabilidade para otimizar o sistema de frenagem. O protótipo elétrico também contém freios Brembo como o carro de corrida Ford Mustang GT4. A estreia pública ocorrerá em uma corrida da NASCAR, servindo de teste para novos materiais.

### Mustang Mach-E GT
Em dezembro de 2021, a cidade de Nova York anunciou que estava comprando 184 SUVs Mustang Mach-E como veículos de emergência. Durante 2022, esses veículos substituiriam os carros movidos a gasolina já em uso. Este modelo pode acelerar de 0 a 97 km/h em 3,8 segundos e tinha um alcance de 430 km (270 mi).

## Marketing
A Ford contratou o ator britânico Idris Elba (que já trabalhou para a Ford da Grã-Bretanha junto com seu pai) para estrelar vários comerciais teaser do carro e apresentar a estreia oficial do Mustang Mach-E em 17 de novembro de 2019.
Em 9 de julho de 2021, Paul Clifton, Kevin Booker e Fergal McGrath estabeleceram um recorde mundial do Guinness ao dirigir de John O'Groats a Land's End. Eles cobriram as 840 mi (1,350 km) rota com três cargas. Mais tarde, uma equipe composta por Booker, McGrath e Adam Wood bateu esse recorde com uma parada de carga de 43 minutos e 13 segundos, ganhando mais dois recordes mundiais do Guinness.

## Produção
Ao contrário dos modelos Mustang com motor de combustão interna (ICE), o Mach-E não é montado nos Estados Unidos. Em vez disso, o ponto de montagem final é Cuautitlán Assembly em Cuautitlán Izcalli, México.  De acordo com o ex-CEO da Ford, Jim Hackett, a montagem do veículo no México permite à Ford lucrar com o primeiro veículo, ao contrário de outros veículos elétricos. Ele também afirmou que, à medida que a Ford desenvolve a capacidade da fábrica para a produção de veículos elétricos nos Estados Unidos, parte da produção pode ser transferida para lá.
Em fevereiro de 2021, a Ford anunciou que o veículo seria produzido na China pela joint venture Changan Ford para o mercado doméstico chinês, a fim de penetrar no mercado de veículos elétricos do país.
Em abril de 2022, a Ford parou de aceitar novos pedidos para o Mustang Mach E do ano modelo 2022 devido à sua popularidade.
Em junho de 2022, o CFO da Ford Motor anunciou que a lucratividade do Mustang Mach-E foi eliminada devido ao aumento do custo das matérias-primas.
Em 30 de agosto de 2022, a Ford começou a aceitar pedidos para o Mach Es 2023 com aumentos de preço significativos. O aumento de preço retornará o Mach E à lucratividade para a Ford. 

## Recalls significativos
Em maio de 2022, a Ford iniciou um recall selecionado para os modelos Mach-E AWD 2021 sobre "um problema com aceleração, desaceleração e/ou perda de potência não intencionais" resultante da falha do software de segurança funcional ao detectar um erro de software durante a operação, levando a uma falha não intencional do software de segurança funcional. aceleração, desaceleração não intencional ou perda de potência de acionamento.

## Segurança
O acabamento superior do Mustang Mach-E 2021 foi premiado com o "Top Safety Pick" pelo Insurance Institute for Highway Safety.
| Frente com pequena sobreposição (Driver)                  | Bom                   |                                        |
| Frente pequena sobreposta (passageiro)                    | Bom                   |                                        |
| Frente com sobreposição moderada                          | Bom                   |                                        |
| Lado (teste original)                                     | Bom                   |                                        |
| Resistência do telhado                                    | Bom                   |                                        |
| Encostos de cabeça e assentos                             | Bom                   |                                        |
| faróis                                                    | \| Bom \| Marginal \| | varia de acordo com o acabamento/opção |
| Prevenção de colisão frontal (Vehicle-to-Vehicle)         | Superior              |                                        |
| Prevenção de colisão frontal (veículo para pedestre, dia) | Superior              |                                        |
| Prevenção de colisão frontal (Veículo a Pedestre, noite)  | Superior              |                                        |
| Âncoras de assento infantil (LATCH) facilidade de uso     | Aceitável             |                                        |
| Bom                                                       | Marginal              |                                        |

## Prêmios
Em 2021, o Mustang Mach-E ganhou o primeiro prêmio "EV do ano" ' Car and Driver. Foi contra 10 outros veículos, incluindo três modelos Tesla, Audi e-tron, Volvo XC40 Recharge e Porsche Taycan. Todos os veículos foram testados sobre a distância que podiam percorrer a 70 milhas por hora, testes de desempenho, testes de sensação subjetiva em vias públicas e, finalmente, uma viagem de 1.000 milhas de Michigan a Virgínia e vice-versa. A revista afirmou que: "O Mach-E tem a dinâmica de direção e o design para levar os novos compradores da mera aceitação de EVs à emoção." Eles também observaram os materiais premium e a qualidade de construção em sua pontuação.

## Vendas
| Ano  | EUA    | Europa |
| ---- | ------ | ------ |
| 2020 | 3      |        |
| 2021 | 27 140 | 23 054 |
| 2022 | 39 458 |        |